# Manjoia
La manjoia és una pasta dolça típica de la Sénia, al Montsià. L'elaboració de la manjoia és un esdeveniment popular quan s'acosta la Setmana Santa, i era costum fer una excursió per menjar-la el dilluns següent al Diumenge de Pasqua. Els padrins la regalen als seus fillols.
S'elabora amb farina i sucre, es farceix de cabell d'àngel i s'adorna amb ous.